# Phosphaenopterus metzneri
Phosphaenopterus metzneri é uma espécie de insetos coleópteros polífagos pertencente à família Lampyridae.
A autoridade científica da espécie é Schaufuss, tendo sido descrita no ano de 1870.
Trata-se de uma espécie presente no território português.